# Fritz Buck
Fritz Buck (* 30. Juli 1877 in Schwäbisch Gmünd; † 1961 in La Paz) war ein deutsch-bolivianischer Juwelier, Sammler und autodidaktischer Archäologe.

## Leben
Friedrich (Fritz) Julius Buck wurde als siebtes von fünfzehn Kindern des Julius Buck (1845–1917) und der Pauline geb. Köhler (1850–1913) in Schwäbisch Gmünd geboren. Der Vater war Bijouteriekaufmann und langjähriger Leiter des Bankgeschäftes Friedrich Lempp.
Fritz Buck wuchs in Schwäbisch Gmünd auf. Er studierte an der Kunstschule München. Um 1910/11 organisierte er in der Fachschule in Schwäbisch Gmünd eine Ausstellung von archäologischen Gegenständen aus Peru. Diese Sammlung verkaufte er 1912 an das Grassi-Museums in Leipzig.
Nach dem Studium und dem Tod der Mutter siedelte er 1913 nach Bolivien um und eröffnete ein Juweliergeschäft in der bolivianischen Hauptstadt La Paz. Er begann archäologische Objekte zu sammeln und zu erforschen. Er unternahm selbst Ausgrabungen (u. a. im Putuni-Komplex) und kaufte Objekte dazu. Teile der ausgegrabenen Artefakte wurden durch unsachgemäße Behandlung beschädigt. 
Buck war Vizepräsident der Geografischen Gesellschaft Boliviens.
Fritz Buck starb 1961 in La Paz und wurde auf dem dortigen Deutschen Friedhof bestattet.
Nach seinem Tod wechselte seine Sammlung mehrfach den Besitzer und umfasste zum Lebensende ca. 6000 Objekte. Der Großteil der Sammlung (ca. 90 Prozent) befindet sich im Museo de Metales Preciosos in La Paz. Seit einigen Jahren gibt es in La Paz auch ein Fritz-Buck-Museum.

## Veröffentlichungen
- Ein wenig bekannter Indianerstamm des bolivianischen Hochlandes.  In: Kosmos. 26, 1929, S. 12–15. 51–56.
- Cuzco-Tiahuanacu. In: Revista del Museo Nacional. 4, 1935.
- El caledario maya en la cultura de Tiahuanacu. La Paz 1937.
- Inscripciones calendarias del Peru preincaico. Lima 1939.
- Das Sonnentor von Tiahuanacu, in: Einhorn, 1956, S. 160–161.